# Pierre Darmon
Pierre Darmon (Tunisi, 14 gennaio 1934) è un ex tennista francese.
È stato sposato con Rosie Reyes, anch'ella ex tennista.

## Carriera
Nei tornei del Grande Slam ha ottenuto il suo miglior risultato raggiungendo la finale nel singolare agli Internazionali di Francia nel 1963, e di doppio a Wimbledon sempre nello stesso anno, in coppia con il connazionale Jean-Claude Barclay.
In Coppa Davis ha disputato un totale di 68 partite, collezionando 47 vittorie e 21 sconfitte. Per la sua costanza nel rappresentare il proprio Paese nella competizione è stato insignito del Commitment Award.

## Statistiche

### Singolare

#### Finali perse (1)
| Numero | Anno | Torneo                            | Superficie  | Avversario in finale | Punteggio          |
| 1.     | 1963 | Internazionali di Francia, Parigi | Terra rossa | Roy Emerson          | 6-3, 1-6, 4-6, 4-6 |

### Doppio

#### Finali perse (1)
| Numero | Anno | Torneo            | Superficie | Compagno            | Avversari in finale          | Punteggio          |
| 1.     | 1963 | Wimbledon, Londra | Erba       | Jean-Claude Barclay | Rafael Osuna Antonio Palafox | 6-4, 2-6, 2-6, 2-6 |